# Julia Malinova
Julia Malinova, nascida Jakovlevna Scheider (em búlgaro:  Юлия Маринова (Яковлевна Шнайдер)) (1869-1953), foi uma sufragista e ativista dos direitos das mulheres búlgara. Ela foi co-fundadora da União de Mulheres Búlgaras, e ocupou o cargo de presidente da organização duas vezes: de 1908 a 1910 e de 1912 a 1926.

## Biografia
Malinova nasceu em 1869 em uma família de judeu russos, foi educada na França e na Suíça antes de mudar-se para a Bulgária após sua conversão e casamento com o advogado Aleksandar Malinov, mais tarde primeiro-ministro da Bulgária. A partir de 1899, Malinova começou a editar o periódico Zhenski glas ("Voz feminina") com a professora, socialista e escritora Anna Karima. Em 1901 elas co-fundaram a União de Mulheres Búlgaras, da qual Karima foi a primeira presidente. A organização era uma organização guarda-chuva das 27 organizações locais de mulheres estabelecidas na Bulgária desde 1878. Foi fundada como uma resposta às limitações da educação das mulheres e do acesso aos estudos universitários na década de 1890. e com o objetivo de promover o desenvolvimento intelectual e a participação das mulheres. A União também organizou congressos nacionais e usou o periódico Zhenski glas como seu órgão.
Em 1908, Malinova sucedeu Karima e tornou-se a nova presidente da União de Mulheres Búlgaras e tornou a organização parte do Conselho Internacional de Mulheres. Durante seu mandato, ela garantiu a política do sindicato como uma sociedade para todas as classes e convicções políticas, e esposas organizadas de soldados durante a guerra.
Em 1925, ela foi atacada por mulheres nacionalistas búlgaras por sua origem estrangeira. Ela aposentou-se do cargo de presidente da União em 1926 e foi sucedida por Dimitrana Ivanova. Malinova faleceu em 1953.